# Meredith Penman
Meredith Penman es una actriz australiana, conocida por haber interpretado a Emma Treadgold en la serie City Homicide.

## Carrera
En 2008 apareció por primera vez en la serie policíaca City Homicide, donde interpretó a Emma Treadgold hasta 2010. En 2009 interpretó a Alana en dos episodios de la serie australiana Rush.
En 2011 obtuvo un papel en la película The Cup, donde interpretó a Pat Oliver de joven. El 18 de enero de 2012, se unió al elenco recurrente de la popular serie australiana Neighbours, donde interpretó a la abogada Charlotte McKemmie hasta el 25 de enero de 2013.

## Filmografía
Series de televisión
| Año         | Título                     | Personaje          | Notas                        |
| ----------- | -------------------------- | ------------------ | ---------------------------- |
| 2012 - 2013 | Neighbours                 | Charlotte McKemmie | 11 episodios                 |
| 2013        | The Doctor Blake Mysteries | Margaret Reid      | episodio "All That Glitters" |
| 2008 - 2010 | City Homicide              | Emma Treadgold     | 14 episodios                 |
| 2009        | Rush                       | Alana              | 2 episodios                  |

Películas
| Año  | Título             | Personaje        | Notas |
| ---- | ------------------ | ---------------- | --- |
| 2011 | Lotus Sonny        | Nadine           | junto a Kim Hayes, Claire McDiarmid, Julio Peraldi & Jamie Ward                                                     |
| 2011 | The Cup            | Joven Pat Oliver | junto a Stephen Curry, Jodi Gordon, Daniel MacPherson, Shaun Micallef, Martin Sacks, Andrew Curry & Brendan Gleeson |
| 2011 | Their Morning      | Mujer            | corto - junto a Brendan Donoghue                                                                                    |
| 2010 | With My Little Eye | Sharon           | corto - junto a Jeremy Bliss, Martin Blum, Georgia Bolton & Isabella Woodlock                                       |

Directora
| Año  | Título            | Notas            |
| ---- | ----------------- | ---------------- |
| 2010 | A Woman In Berlin | obra - directora |

Teatro
| Año        | Obra                      | Personaje     | Director (a)      | Teatro                    | Notas                                                                |
| ---------- | ------------------------- | ------------- | ----------------- | ------------------------- | -------------------------------------------------------------------- |
| 2012       | Persona                   | Elizabeth     | Adena Jacobs      | Theatre Works             | junto a Karen Sibbing                                                |
| 2012       | The Sea Project           | Eva           | Paige Rattray     | Stables Theatre           | junto a Iain Sinclair, Travis Cardona & Justin Cotta                 |
| 2011       | For a Better World        | -             | Daisy Noyes       | Griffin Theatre           | junto a Dana Miltins, Pier Carthew & Alexander England               |
| 2010       | The Nest                  | Helen         | Anne-Louise Sarks | -                         | junto a Sarah Armanious, Alexander England & James Wardlaw           |
| 2009, 2010 | A Woman In Berlin         | -             | Janice Muller     | Tower Theatre             | -                                                                    |
| 2010       | The City                  | Jenny         | Adena Jacobs      | Red Stitch Actors Theatre | junto a Fantine Banulski, Georgie Hawkins & Dion Mills               |
| 2010       | Richard III               | Lady Anne     | Simon Phillips    | Melbourne Theatre         | junto a Nicholas Bell, Roger Oakley, Ewen Leslie & Lachlan Woods     |
| 2009       | The Sea Project           | -             | Sam Strong        | -                         | junto a Tim Potter, Michael Robinson & Greg Ulfan                    |
| 2009       | Tender                    | -             | Sam Strong        | -                         | junto a Nicholas Bell, Grant Cartwright & Jane Menelaus              |
| 2009       | A Dream Play              | Agnes         | Olivia Allen      | -                         | junto a Michael Finney, Heath Miller & Mark Tregonning               |
| 2008       | The Work Of Wonder        | -             | Andre Bastian     | Red Stitch Actors Theatre | junto a Dion Mills, Tim Potter & Chris Saxton                        |
| 2008       | Five Kinds of Silence     | -             | Tanya Gerstle     | -                         | junto a Grant Cartwright, Tim Potter & Elle Watson-Russell           |
| 2008       | Yes                       | She           | Tanya Gerstle     | -                         | junto a Gary Abrahams, Grant Cartwright, Kane Felsinger & Tim Potter |
| 2008       | Chekhov Re-Cut: Platonov  | Anna Petrovna | Simon Stone       | -                         | junto a Amanda Falson, Eryn-Jean Norvill & Chris Ryan                |
| 2008       | Cleansed                  | -             | Adena Jacobs      | -                         | junto a Tristan Meecham, Aaron Orzech, Ben Pfeifer & Russ Pirie      |
| 2007       | A Midsummer Night's Dream | Hippolyta     | Glenda Linscott   | Theatreworks              | junto a Andrew Blackman, Andrew Dunn & Katherine Harris              |
| 2007       | The Perjured City         | Megaera       | Kirsten Von Bibra | -                         | junto a Gerard Lane, Celia Mitchell, Tim Potter & Joanne Trentini    |